# Polistes ephippium
Polistes ephippium är en getingart som beskrevs av Cameron 1900. Polistes ephippium ingår i släktet pappersgetingar, och familjen getingar. Inga underarter finns listade i Catalogue of Life.